# Gerry Hitchens
Gerald Archibald Hitchens (Cannock, Staffordshire, Inglaterra; 8 de octubre de 1934 - Flintshire, Gales; 13 de abril de 1983), también conocido como Gerry Hitchens, fue un futbolista inglés que se desempeñó en la posición de delantero en varios clubes de su país y de Italia. Integró el plantel de la selección inglesa en la Copa Mundial de Fútbol de 1962, disputada en Chile, jugando dos partidos y convirtiendo un gol a Brasil.

## Selección nacional
| Mundial                        | Sede  | Resultado        |
| ------------------------------ | ----- | ---------------- |
| Copa Mundial de Fútbol de 1962 | Chile | Cuartos de final |

## Clubes
| Club                   | País           | Año       |
| ---------------------- | -------------- | --------- |
| Kidderminster Harriers | Inglaterra     | 1953–1955 |
| Cardiff City           | Escocia        | 1955–1957 |
| Aston Villa            | Inglaterra     | 1957–1961 |
| Inter de Milán         | Italia         | 1961–1962 |
| Torino                 | Italia         | 1962–1965 |
| Atalanta               | Italia         | 1965–1967 |
| Chicago Mustangs       | Estados Unidos | 1967      |
| Cagliari               | Italia         | 1967–1969 |
| Worcester City         | Inglaterra     | 1969–1971 |
| Merthyr Tydfil         | Inglaterra     | 1971      |